# 구독좋아요알림설정
《구독좋아요알림설정》(영어: Spree)은 2020년 미국의 코미디 호러 영화이다. 조 키리, 사셰르 자마타, 미샤 바튼, 존 델루카, 카일 무니, 데이비드 아켓이 출연한다. 구독자를 갈망하는 소셜 미디어 스타가 자신의 카풀 서비스를 라이브로 방송하면서 광기에 치닿는 과정을 그린다.
2020년 1월 선댄스 영화제에서 처음 공개되었고, 같은 해 8월 미국 극장에 개봉했다. 2021년 6월 18일 대한민국에 개봉하였다.

## 줄거리
소셜 미디어 스타가 되기 위해 혈안이 된 젊은 남성 커트 컹클은 라이드셰어 앱 '스프리' 운전기사로 일하며, 자신의 차량에 카메라를 설치하고 '더 레슨'이라는 라이브 스트림을 시작한다. 그는 시청자들에게 소셜 미디어에서 유명해지는 방법을 가르친다는 명목으로, 승객들에게 독이 든 물을 건네 살해하며 조회수를 올리려 한다. 하지만 그의 방송을 시청하는 사람은 어릴 적 그가 돌봐주었던 지금은 유명 인터넷 방송인 바비뿐이고, 바비는 살인 장면을 연출이라고 생각한다.
커트는 소셜 미디어 팔로워가 많은 코미디언 제시 아담스를 태우게 되고 그녀에게 호감을 느끼지만, 제시는 그의 팔로워 집착에 실망한다. 커트는 제시가 라이브 코미디 쇼에 출연한다는 사실을 알게 되고, 바비에게 자신의 방송을 공유해 달라고 요청하지만 거절당한다. 둘의 다툼은 오히려 실시간 방송으로 중계되고, 격분한 커트는 바비를 살해한다. 바비의 시청자들은 이 살인 역시 연출이라고 믿는다.
커트의 아버지 크리스는 유명 DJ 유노와 함께 클럽 공연을 한다며 커트에게 태워달라고 부탁하고, 유노에게 사진을 찍어달라고 부탁하라고 한다. 유노는 처음에는 거절하지만 타코 트럭에 데려다 달라는 조건으로 커트와 함께 간다. 유노는 커트가 타코를 사러 간 사이 바비의 총을 발견하고 라이브 방송을 하다가 독이 든 물을 마시고 쓰러진다. 커트는 경찰에게 쫓기게 되고, 그 사이 그의 살인 행각은 '라이드셰어 살인마'라는 이름으로 알려지기 시작한다.
유노는 독에서 깨어나 도망치다가 경찰관을 실수로 살해하고, 커트 또한 경찰에게 쫓기며 노숙자 캠프를 뚫고 도망친다. '스프리' 앱은 일시적으로 폐쇄되고, 제시는 무대에서 소셜 미디어 중독에 대한 비판적인 코미디를 펼치며 자신의 휴대폰을 파괴한다.
술에 취한 제시는 다른 라이드셰어 앱으로 커트에게 배정되고, 커트는 그녀를 납치한다. 제시는 필사적으로 탈출하려 하지만 실패하고, 커트는 그녀를 자신의 집으로 데려간다. 시청자들은 제시를 죽이라는 요구를 하지만, 제시가 정신을 차리고 커트와 격투를 벌인다. 제시는 차를 몰아 커트의 집을 들이받고, 커트는 도망친다. 이때 커트의 아버지 크리스가 집에 들어오고, 커트가 이미 자신의 어머니를 살해했다는 사실과 함께 집이 파괴된 현장을 보고 충격에 빠진다. 커트는 아버지를 살해하고, 제시는 차를 몰고 커트를 벽에 부딪혀 죽이고, 커트의 시신과 함께 셀카를 찍어 자신의 인스타그램에 올린다.
커트의 이야기는 뉴스에 보도되고, 제시는 유명인이 된다. 커트는 일부 극단적인 인터넷 커뮤니티에서 영웅으로 숭배받는다. 누군가가 실시간 총격전 택시 앱 공유 영화 '스프리'를 제작한다는 소식이 전해지며 이야기는 끝맺는다.

## 출연진
- 조 키리 - 커트 컹클
- 사셰르 자마타 - 제시 애덤스
- 데이비드 아켓 - 크리스 컹클
- 카일 무니 - 마일스 맨더빌
- 미샤 바튼 - 런던 색스
- 서니 김 - DJ 우노
- 프랭키 그란데 - 리처드 벤티
- 조시 오밸 - 보비 베이스캠프
- 랄라 켄트 - 켄드라 셰러턴
- 존 델루카 - 마리오 파파지안
- 제슬린 길식 - 앤드리아 아처
- 모하마드 티레가르 - 카비